# Ейрбас
«Е́йрбас» (англ. Airbus UK Broughton F.C.) — професіональний валлійський футбольний клуб з міста Бротон. Заснований 1946 року. Домашні матчі проводить на стадіоні «Ейрфілд» місткістю 1 600 місць.

## Досягнення
- Фіналіст Кубка Уельсу (1): 2016
- Національна Ліга Уельсу Дивізіон 2 Чемпіон: 1991-92
- Національна Ліга Уельсу Дивізіон 1 Півфінал: 1995-96
- Національна Ліга Уельсу Прем'єр Дивізіон Чемпіон: 1999-00
- Cymru Alliance Чемпіон: 2003-04.